# Вечер с Владимиром Соловьёвым
«Вечер с Владимиром Соловьёвым» (в воскресенье выходит в эфир под названием «Воскресный вечер с Владимиром Соловьёвым») — общественно-политическое ток-шоу Владимира Соловьёва, которое изначально возникло и существовало на НТВ, а с 9 сентября 2012 года выходит на телеканале «Россия-1». В передаче обсуждаются актуальные новости и события. В дискуссии, проходящей в студии программы, принимают участие эксперты, политики, политологи, журналисты и предприниматели.
Программа «Вечер с Владимиром Соловьёвым» выходит в прямом эфире в Иркутской области и Республике Бурятия (для дубля МСК+5), для других регионов России программа транслируется в записи; «Воскресный вечер с Владимиром Соловьёвым» выходит только в записи с задержкой эфира на 1 час для дубля МСК+9. Также в записи транслируется на телеканале «Россия-24» с 2:00 до 5:00 по московскому времени. Продолжительность одного выпуска (без учёта рекламных блоков) составляет от 2,5 до 3 часов.

## История программы

### НТВ (2005—2008)
В начале 2005 года на телеканале НТВ, где после закрытия годом ранее программ «Намедни», «Свобода слова», «Красная стрела» и «Личный вклад» не осталось почти ни одной аналитической программы на актуальные темы, было принято решение создать ток-шоу, которое взяло бы на себя функции всех закрытых передач. Идея программы принадлежала тогдашнему главному продюсеру НТВ Александру Левину.
Первый выпуск ток-шоу вышел в эфир 27 марта 2005 года, хотя изначально планировался на 20 февраля 2005 года. Причиной переноса эфира программы стали технические причины — неготовность студийных декораций в телецентре «Останкино» к дате первого эфира. Назывались и другие причины, связанные с неудачным пилотным выпуском и наличием в нём неполиткорректных пассажей, но вскоре они были опровергнуты.
Программа имела хронометраж в 1 час и первое время выходила в формате телевизионного журнала. По замыслу создателей, она синтезировала в себе элементы ток-шоу и просто шоу, интервью, телемосты, документальные кадры и компьютерную анимацию (в виде карикатур известных личностей с искажёнными голосами). В передаче принимали участие главные ньюсмейкеры уходящей недели, приглашённые эксперты и зрители. Круг тем не ограничивался исключительно политическими темами — поводом для обсуждения могли стать и социальная тематика (угроза птичьего гриппа, ксенофобия как зеркало российской действительности и т. п.), и события в сфере шоу-бизнеса и спорта (Зимние Олимпийские игры 2006 в итальянском Турине). Каждый блок передачи, начинавшийся после рекламного блока, был посвящён своей теме, и обсуждалась она уже с другим составом участников (от 1 до 3 человек). За передачу могли обсудить до 3 тем. Во время дискуссии (изначально — по её завершении) зрители в студии имели право выразить своё согласие или несогласие с главным вопросом недели, который установил ведущий, с помощью голосования на пультах (по аналогии со «Свободой слова»). До 2 июля 2006 года многие выпуски завершались музыкальным номером, исполнители которого также связаны с одной из основных тем недели. После выхода передачи из отпуска (18 сентября 2005 года) студия была полностью переоборудована под формат ток-шоу; телемосты, карикатуры и видеохроника были упразднены.
В отличие от предыдущих ежевоскресных аналитических проектов канала «Итоги» и «Намедни», в «Воскресном вечере» не подразумевалось участие корреспондентов Службы информации НТВ. Запись эфира, показываемого в воскресенье, проходила в субботу вечером.
«Воскресный вечер» с Владимиром Соловьёвым времён НТВ готовился той же редакционной группой, что работала над другой его программой — «К барьеру!». Она приглашала на передачу политически и (или) экономически подкованную массовку. Приветствовались строгий дресс-код, активная зрительская позиция и реплики из зала, особо активные люди имели право высказываться у «свободного микрофона». Программа выходила по воскресеньям в 22:00 (одно время — в нетипичное для подобных программ время 22:22) и начиналась с заставки циферблата часов НТВ, отсчитывающей последние секунды перед началом — той же, что была перед программами «Сегодня» и «Намедни».
Первые выпуски были крайне сырыми по построению и выходили в эфир с крайне низкими для НТВ рейтинговыми показателями в 5,2 % при доле аудитории 11,7 %. К концу телесезона «Воскресный вечер» был едва ли не единственной успешной идеей Александра Левина, собиравшей у экранов стабильную аудиторию. Соловьёв рассказывал, что «Воскресный вечер» создавался и существовал не столько как итоговая аналитическая, сколько, скорее, авторская программа, как «передача влияния, которая была ему очень близка и дорога». Именно в ней, по его же словам, впервые появился в новом качестве Дмитрий Медведев, выступали Буш, Саакашвили, Кудрин, Греф. В выпуске от 22 января 2006 года в последнем блоке программы в студии выступил Мишель Легран.
В августе 2008 года «Воскресный вечер» с Владимиром Соловьёвым на НТВ был закрыт как проект, который выполнил свои задачи в предвыборном году что перед парламентскими, что перед президентскими выборами. Хотя канал, как обычно, официально не участвовал в агитации за кандидатов и не предоставлял им эфирного времени. Высказывалась версия, что программа могла быть закрыта из-за низких рейтингов, но её опровергнул Соловьёв, заявив, что по рейтингам его программа часто опережала «Первый канал», где параллельно с ней шли трансляции поединков по профессиональному боксу.
Первую программу в сезоне 2008/2009 годов ведущий хотел посвятить войне в Грузии.
В период с сентября 2008 по апрель 2009 года ведущий ещё числился на канале в качестве ведущего программы «К барьеру!», закрытой в мае 2009 года. Точной причины увольнения с канала Соловьёв до сих пор не знает, но предполагает, что это могло произойти из-за недовольства его высказываниями на радио (в частности, в программе «Соловьиные трели» на радио «Серебряный дождь» Соловьёв упоминал, что вся судебная система в России подчиняется референту управления президента по кадровым вопросам и госнаградам Валерию Боеву, что было воспринято последним как клевета). По данным информационного агентства Stringer, увольнение было связано с тем, что Соловьёв обвинил кандидата в председатели ФАС МО, сокурсницу Дмитрия Медведева по ЛГУ Валерию Адамову (её супруг Олег Адамов на тот момент являлся первым заместителем генерального директора НТВ) в получении финансовых доходов с помощью правительства Москвы.

### Россия-1 (с 2012)
Вернулись к идее воскресного ток-шоу с Владимиром Соловьёвым только через 4 года после закрытия. К тому времени его автор и ведущий уже перешёл на ВГТРК, где делал своё ток-шоу «Поединок» на канале «Россия-1».
9 сентября 2012 года вышел первый выпуск программы на канале «Россия-1» под названием «Открытие нового политического сезона», а с 16 сентября она выходит под постоянным названием «Воскресный вечер с Владимиром Соловьёвым». На «России-1» программа стала выходить в более позднее время и с более расширенным хронометражем. Как и прежде, за передачу стали обсуждать от 3 до 4 тем с разными составами участников, которые менялись после каждого рекламного блока. В первый сезон и часть второго (до обострения политической ситуации на Украине) выпуски программы выходили в эфир в 23:30, с 20 апреля 2014 года она стала выходить в таймслоте 22:00-23:00 после программы «Вести недели» с Дмитрием Киселёвым. Также с 2014 года программа всегда заканчивается позже указанного в телепрограмме времени, смещая вниз по сетке вещания все остальные стоящие после «Воскресного вечера» фильмы и передачи.
С 2013 года программа выходит в формате высокой чёткости на телеканале «Россия HD» (с июля 2016 года — «Россия-1 HD») по аналогичному графику оригинальной версии «России-1».
После начала событий на Украине (Евромайдан), со вторника 28 января 2014 года количество выпусков программы в невыходные дни стало увеличиваться. Как правило, они стали занимать в сетке таймслот после 21:00, в котором ранее выходили российские сериалы. Почти все такие выпуски «Воскресного вечера» отличались ярко выраженными резкими высказываниями ведущего и выступающих экспертов о ситуации на Украине и её политических деятелях. Во все телепрограммы на неделе с 17 по 23 февраля 2014 года была разослана сетка вещания, где в вечернем блоке указывалась программа «Воскресный вечер. Олимпийский выпуск». Согласно названию, в них планировалось обсуждать итоги дня на Зимних Олимпийских играх, проходивших в Сочи. Несмотря на это, чаще всего в этих выпусках в связи со сложившимися обстоятельствами обсуждались события в Киеве, в столь же негативном ключе, как и ранее.
С марта по июль 2014 года, в свете усиления международной напряжённости относительно событий в Крыму и Донбассе, в эфир выходили специальные выпуски «Воскресного вечера» по пятницам в 21:00 или позже (в печатных программах передач вместо «Воскресного вечера» всегда указывали «Поединок»). В 2015—2016 годах программа уходила в летний отпуск, более короткий по сравнению с остальными передачами телеканала «Россия-1», и стала всё чаще появляться внепланово вместо заявленных во всех печатных программах передач фильмов и сериалов, как правило, после воскресных выпусков программы «Вести» в формате «Вестей недели». В 2014 году, а впоследствии и с 2017 года, «Воскресный вечер» не уходит в летний отпуск вовсе.
С 22 сентября 2014 года с понедельника по четверг, а с 16 октября — по четвергам (вместо программы «Поединок») в эфир стали выходить выпуски под названием «Вечер с Владимиром Соловьёвым», которые, как правило, имеют меньшее эфирное время, чем у «Воскресного вечера». Первое время они выходили в эфир в 21:00-21:30, позже сместились в блок после 23:00. Первый выпуск «Вечера» под соответствующей шапкой был посвящён обсуждению оппозиционного «Марша мира» против войны с Украиной, где, помимо стандартного набора участников, участвовал оппозиционный политик Владимир Рыжков. Несколько раз в зависимости от происходящих событий (например, во время первой годовщины аннекссии Крыма) ток-шоу могло выходить вне своего графика.
В сезоне 2015/2016 годов, когда в ночной сетке вторника и четверга появились программы «Вести.doc» и «Поединок», выпуски «Вечера» стали выходить с гораздо меньшей частотой, но, тем не менее, периодически заменяя первую передачу Соловьёва. Со следующего телесезона, в связи с временным отсутствием в сетке ток-шоу «Специальный корреспондент» и закрытием «Вести.doc», «Вечер» начал выходить нерегулярно и практически ежедневно. После окончательного закрытия передач «Поединок» и «Специальный корреспондент» в октябре 2017 года «Вечер» занял их таймслоты, тем самым снова выходя с понедельника по четверг.
Состав приглашённых участников в студии от передачи к передаче, в основном, не меняется. Почти в каждом выпуске стали принимать участие одни и те же люди — Владимир Жириновский, Геннадий Зюганов, Сергей Миронов, Павел Астахов, Николай Злобин, Карен Шахназаров, Александр Хинштейн, Дмитрий Куликов, Сергей Станкевич, Вячеслав Никонов, Сергей Кургинян, Игорь Коротченко, Сергей Железняк. Позже к ним добавились Евгений Сатановский, Сергей Михеев, Елена Супонина, Александр Охрименко, Ариэль Коэн, Семён Багдасаров, Майкл Бом, Борис Надеждин, Алексей Пушков, Вадим Карасёв, Вадим Трюхан, Вячеслав Ковтун, Гия Саралидзе, Пётр Фёдоров, Александр Сосновский, Василь Вакаров, Спиридон Килинкаров, Елена Бондаренко и другие.
Продолжилась практика беседы Соловьёва в студии с приглашённым гостем один на один, которая широко использовалась при НТВ: чаще всего на позиции гостя были Дмитрий Киселёв, Евгений Сатановский или Мария Захарова.
В интервью Борису Корчевникову в программе «Судьба человека» Соловьёв причислил к своим достижениям раскрутку и «запуск на орбиту» Сатановского, Михеева, Куликова и прочих подобных политологов.
С 25 марта 2018 года воскресная программа выходит в эфир из новой студии на «Мосфильме» (где ранее проводились предвыборные дебаты) и с новой заставкой.
Со 2 сентября 2018 года выходит спин-офф «Воскресного вечера» — программа «Москва. Кремль. Путин», в котором всё внимание уделяется деятельности президента России Владимира Путина. Она заняла таймслот сразу после «Вестей недели», а сам «Воскресный вечер» стал выходить чуть позже — в промежутке 22:30-23:00.
Начиная с 15 марта 2020 года, в связи с пандемией коронавируса по России и миру, ток-шоу проходит без зрителей в студии.

### Передача после начала вторжения России на Украину

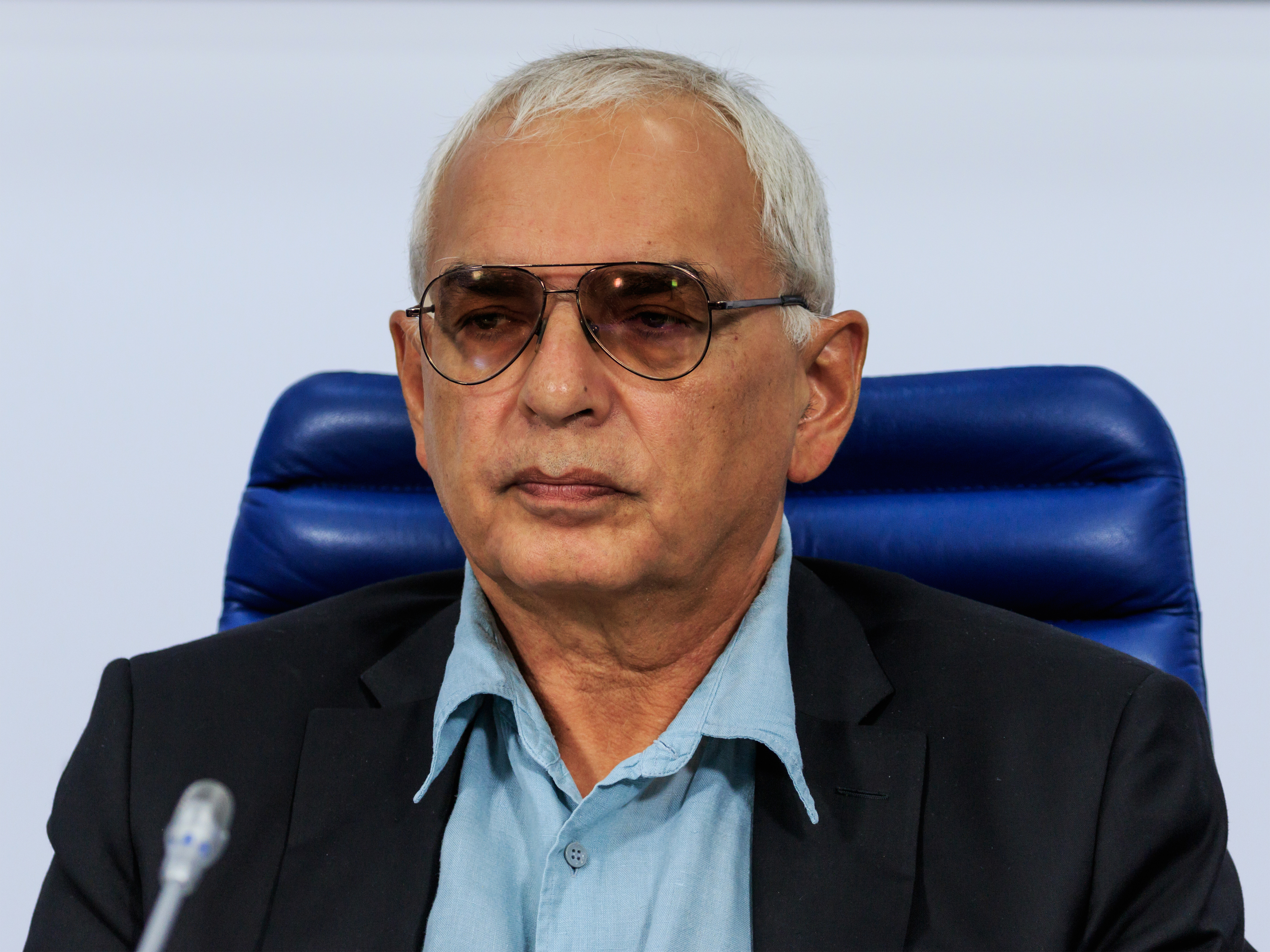
Карен Шахназаров, один из регулярных экспертов на передаче

В первой части передачи в качестве экспертов выступают Александр Бабаков, Семён Багдасаров, Дмитрий Дробницкий, Вадим Гигин, Андрей Гурулёв, Дмитрий Евстафьев, Андрей Картаполов, Яков Кедми, Дмитрий Куликов, Сергей Михеев, Генри Сардарян, Константин Сивков, Андрей Сидоров, Маргарита Симоньян, Александр Сосновский, Виталий Третьяков, Карен Шахназаров и другие. Во второй части экспертами выступают в том числе бывшие украинские политики и эксперты. В состав экспертов этой части передачи входят Василь Вакаров, Спиридон Килинкаров, Владимир Корнилов, Станислав Крапивник, Игорь Марков, Родион Мирошник, Владимир Рогов, Владислав Шурыгин. Практически все эксперты Соловьёва находятся под персональными санкциями разных стран после начала вторжения России на Украину.
В марте 2023 года профессор НИУ ВШЭ Андрей Карнеев упал в обморок во время передачи, его госпитализировали на скорой помощи. В октябре 2023 года Евгений Сатановский, которым являлся одним из ведущих канала «Соловьёв Live» и постоянных экспертов «Вечера с Владимиром Соловьёвым», был уволен с канала и перестал приглашаться на передачу после того, как в интервью назвал Марию Захарову «сильно выпивающей шмарой». 21 мая 2024 года Виталий Третьяков в эфире передачи обвинил Соловьёва во лжи в отношении поведения самого Третьякова и был изгнан из студии, после того как Соловьёв пригрозил ему судом.

## Критика
По мнению телекритика Сергея Варшавчика, «Воскресный вечер» на НТВ «выглядел скорее развлекательной, нежели информационной программой, и производил впечатление имитации общественно-аналитических программ». Елена Афанасьева же отмечала, что «Воскресный вечер с Владимиром Соловьевым» на НТВ — «шоу, в котором главное — не гости и не темы, а, как всегда и везде, сам Владимир Соловьёв». В другой статье Соловьёв был охарактеризован ей же как «шоумен от политической аналитики».
Российский тележурналист Владимир Кара-Мурза-старший резко критиковал программы Соловьёва до 2014 года за их тематику и практически никогда не меняющийся и претенциозный состав их участников:

«В ролях „экспертов“ — всё та же засаленная колода. Сначала эти безответственные болтуны почти два года поносили Украину. Потом, когда провальную тему велено было по-тихому свернуть, переключились на Париж. А теперь те же люди рассказывают нам про Сирию, сбитый самолёт и борьбу с терроризмом.»— Владимир Кара-Мурза-ст.
Российский и украинский журналист Айдер Муждабаев, заместитель генерального директора украинского телеканала ATR, ориентированного на крымскотатарское население, также резко критикует программы Соловьёва:

«Там всё, от начала до конца, стопроцентная ложь и ад. Это длится два с половиной часа. И примерно такое идёт каждый день по всем каналам — в новостях, „аналитических“ программах и т. д. <…> Да какой там Геббельс с жалким радио и газетами. Такого промывания мозгов мир не знал никогда. И тут уже я не знаю — стоит ли нам винить россиян или же им сочувствовать (тем, кто не убивает и не делает пропаганду, конечно).»— Айдер Муждабаев
В августе 2017 года телеканалы «Россия-1» и «РТР-Планета» подверглись критике со стороны Литовской комиссии по радио и телевидению за разжигание войны и ненависти посредством ряда передач, выходящих на этих каналах. Литовские власти возмутились содержанием выпуска программы Соловьёва от 31 мая 2017 года, в ходе которого лидер ЛДПР Владимир Жириновский предложил «выдвинуть ультиматум прибалтийским государствам, чтобы те отвели все войска НАТО на 300 километров от границ России», а если они этого не сделают, то — «принять определённые меры». В ответ на обвинения глава Дирекции международных отношений ВГТРК Пётр Фёдоров заявил, что все упрёки в адрес содержания таких программ являются несправедливыми, а мнения экспертов — «свободное выражение людьми своей точки зрения».
Негативную реакцию части зрителей и телевизионных критиков вызвал выпуск программы от 25 марта 2018 года, который не был перевёрстан в соответствии со случившимся пожаром в торговом центре «Зимняя вишня» в городе Кемерово. В то время, когда уже была подтверждена гибель 37 человек, гости в студии обсуждали фильм Соловьёва «Миропорядок-2018» и отравление Сергея Скрипаля; пожару же было посвящено только одно прямое включение за всё эфирное время.

## Специальные выпуски
В случае крупномасштабных чрезвычайных происшествий или же важных событий в стране или же за рубежом программа выходит внепланово без фиксированного хронометража времени в эфир.
- 2 декабря 2007 года[69] и 2 марта 2008 года[70] в эфир НТВ выходили спецвыпуски программы, посвящённые подведению итогов парламентских и президентских выборов в России. В программе участвовали политики и политологи, также были налажены две линии для SMS-голосования и ответов на вопросы, поставленные редакцией программы. Они содержали в себе 2 варианта ответа — «Да» и «Нет». Эфир перемежался с включениями из студии программы «Сегодня», где работали ведущие Кирилл Поздняков, Алексей Пивоваров и Александр Яковенко.
- Аналогичные спецвыпуски вышли на канале «Россия-1» 18 сентября 2016 года и 18 марта 2018 года[71]. Они были посвящены итогам выборов в Государственную думу VII созыва и выборов Президента России соответственно, но в этих случаях отсутствовало SMS-голосование. В 2016 году эфир прерывался на включения программы «Вести» с Эрнестом Мацкявичюсом, в 2018 году — на специальные выпуски программы «60 минут» с Евгением Поповым и Ольгой Скабеевой, в 2021 году — в рамках специального эфира «Россия голосует!».
- 14 февраля 2015 года в 18:00 вышел специальный выпуск программы, посвящённый Нормандской четверке.
- 28 февраля 2015 года в 14:20 вышел специальный выпуск программы, посвящённый убийству российского политического и государственного деятеля, сопредседателя партии РПР-ПАРНАС Бориса Немцова[72].
- 28 сентября 2015 года с 17:20 до 20:00 и с 21:00 до 2:00 выходили специальные выпуски программы, посвящённые речи Владимира Путина на Генеральной Ассамблее ООН, включавшие в себя и прямую трансляцию самой речи[73][74].
- 24 июля 2016 года, когда решался вопрос, допускать ли россиян на летние Олимпийские игры в Рио-де-Жанейро, в воскресенье также выходил выпуск программы по данной тематике[14][75].
- 7 ноября 2017 года вышел специальный выпуск программы, посвящённый 100-летию Октябрьской революции.
- С 28 февраля по 15 марта 2018 года, в период предвыборной агитации, в рамках эфирного времени программы выходил блок теледебатов с участием кандидатов на пост Президента Российской Федерации[76].
- 14 апреля 2018 года в субботний эфир вышел специальный выпуск программы, посвящённый авиаударам коалиции по Сирии.
- 9 декабря 2019 года в 23:20 вышел специальный выпуск программы, посвящённый Нормандской четверке, включавшие в себя и прямую трансляцию пресс-конференции.
- 16 июня 2021 года в эфир вышел специальный выпуск программы, посвящённый встрече Байдена и Путина в Женеве.
- 7 декабря 2021 года в эфир вышел специальный выпуск программы, посвящённый итогам прошедших переговоров президентов России и США в режиме видеоконференции.
- Начиная с 21 февраля 2022 года все выпуски программы выходят в режиме специальных. Первые были посвящены признанию Россией самопровозглашённых Донецкой и Луганской Народных Республик, а с 24 февраля — началу вторжения России на Украину. Следующий спецвыпуск на эту же тему вышел в эфир 25 февраля в 21:20 (вместо юмористического шоу «Юморина»), а 27 февраля в 17:30 (вместо шоу «Танцы со звёздами») и 22:40 эфир вышли сразу два спецвыпуска программы (по такой же схеме выпуск вышел 13 марта). Начиная с 28 февраля спецвыпуски по этой же теме выходят ежедневно, кроме пятницы и субботы: по будням в 21:20 вместо вечернего сериала. (с 29 августа — после него в 22:20) и по воскресеньям по обычному графику.
- 30 сентября 2022 года в 0:00 в эфир вышел специальный выпуск программы, посвящённый российской аннексии Донецкой, Луганской, Херсонской и Запорожской областей Украины.
- 10 октября 2024 в рамках передачи был показан фильм-расследование «Во имя справедливости[77]», автором и интервьюером которого выступил американский актёр Стивен Сигал.
- 19 января 2025 в рамках «Воскресный вечер с Владимиром Соловьёвым» ведущий программы Владимир Рудольфович взял интервью у президента Ирана — Масуда Пезешкиана[78].